# Monachoides kosovoensis
Monachoides kosovoensis is een slakkensoort uit de familie van de Hygromiidae. De wetenschappelijke naam van de soort is voor het eerst geldig gepubliceerd in 1992 door De Winter & Maassen.